# C++ Builder
Borland C++ Builder – narzędzie programistyczne typu RAD firmy Borland do tworzenia aplikacji w języku C++. Zaletą tego IDE jest wykorzystanie dostępnej również w środowisku Delphi, w pełni obiektowej biblioteki VCL, znacznie ułatwiającej budowę interfejsu użytkownika w systemie Windows.
Ponadto C++ Builder dobrze wykorzystuje bazy danych (można używać zarówno sterowników ODBC, ADO, jak i wyspecjalizowanych w obsłudze konkretnej bazy danych komponentów) i pracuje w nowoczesnych technologiach jak np. CORBA. C++ Builder, do samej budowy programu wykorzystuje kompilator BCC32 oraz linker ILINK32 firmy Borland.
W 2003 roku firma Borland wypuściła na rynek alternatywny produkt: C++ Builder X, przeznaczony do budowy dużych systemów dla przedsiębiorstw. Program ten w przeciwieństwie do „klasycznego” Buildera nie posiadał funkcji graficznego projektowania interfejsu użytkownika. W zamian, dość sprawnie radził sobie z budową programów wieloplatformowych (cross-platform) oraz wspierał również inne kompilatory C++ poza macierzystym BCC32 (np. kompilator Microsoftu oraz MinGW). C++ Builder X, nie zyskał jednak popularności i zaprzestano rozwijania go w 2004 roku.
Obecnie dostępna jest wersja XE5 tego środowiska w kilku edycjach. 30-dniowa wersja testowa: Trial przeznaczona jest do zastosowań niekomercyjnych (przede wszystkim edukacyjnych), można ją zdobyć bezpłatnie – po zarejestrowaniu się na stronie Codegear.
Od listopada 2006 roku, dystrybucję C++ Buildera przejęła firma CodeGear, wydzielona z Borlanda. W tym samym czasie wprowadzono do dystrybucji dużo tańsze (ceny rzędu 400 USD) narzędzia oparte na kompilatorze C++. Jest to nowa linia tanich narzędzi – Turbo C++ oraz Turbo C# (równolegle z podobną linią produktów Delphi – Turbo Delphi oraz Turbo Delphi .NET). Oprócz płatnych wersji Professional istnieją także darmowe wersje Explorer (do pobrania ze strony CodeGear), które można wykorzystywać w celach komercyjnych. Wersje Explorer nie pozwalają na instalację dodatkowych komponentów.

## Historia wydań
| Rok              | Wersja                  |
| ---------------- | ----------------------- |
| 1997             | 1                       |
| 1998             | 3                       |
| 1999             | 4 (wydane jako Inprise) |
| 2000             | 5                       |
| 2002             | 6                       |
| 2003             | X                       |
| 2005             | 2006 (10)               |
| 2007             | 2007 (11)               |
| Sierpień 2008    | 2009 (12)               |
| 24 sierpnia 2009 | 2010 (14)               |
| 30 sierpnia 2010 | XE (15)                 |
| 31 sierpnia 2011 | XE2 (16)                |
| 2012             | XE3 (17)                |
| 2013             | XE4 (18)                |
| 2013             | XE5 (19)                |
| 2014             | XE6 (20)                |
| 2014             | XE7 (21)                |
| 2015             | XE8 (22)                |
| 2015             | 10 (Seattle 23)         |
| 2016             | 10.1 (Berlin 24)        |
|                  | 10.2 Tokyo              |
|                  | 10.3 Rio                |
| 2021             | 10.4 Sydney             |
| 10 wrzesień 2021 | 11 Alexandria           |
| 15 marzec 2022   | 11.1 Update 1           |
| 14 czerwiec 2022 | 11.1.5                  |